# Growing Up Coy
Growing Up Coy è un documentario del 2016 diretto da Eric Juhola e prodotto da Still Point Pictures. Il film documenta un caso emblematico del 2013 in cui la divisione per i diritti civili del Colorado si è espressa a favore della bambina transgender di 6 anni, Coy Mathis, sull'utilizzo del bagno femminile nella sua scuola elementare a Fountain, in Colorado.
Negli anni successivi il caso è stato il motivo scatenante dell'ondata di proteste legate all'utilizzo dei bagni da parte dei transgender negli Stati Uniti. Il film è stato presentato per la prima volta nel 2016 al Human Rights Watch Film Festival e ha vinto i premi "Best Documentary" al Raindance Film Festival e al BendFilm Festival. È stato presentato all'edizione 2014 del MeetMarket di Sheffield Doc / Fest. Nel gennaio 2017, il film è stato distribuito in tutto il mondo su Netflix.

## Trama
Il film segue Jeremy e Kathryn Mathis e i loro cinque figli per diversi anni in Colorado. Un bambino di 6 anni, Coy Mathis, si identifica come femmina e dopo aver transitato pubblicamente da maschio a femmina all'asilo, è stata in grado di usare liberamente il bagno delle ragazze fino al primo grado della scuola, quando il preside ha informato i genitori che andando avanti, Coy avrebbe potuto utilizzare solo il bagno dei ragazzi o il bagno dell'infermeria. Piuttosto che conformarsi, Jeremy e Kathryn hanno disiscritto i loro figli da scuola e hanno lavorato con il Transgender Legal Defense & Education Fund per presentare un reclamo alla divisione per i diritti civili del Colorado.
In attesa di una decisione, il caso è diventato pubblico e i Mathis sono diventati una calamita per il problema in una discussione più ampia nel mondo dei media, inclusa una notevole apparizione su Katie (talk show) e degli articoli sulla rivista Rolling Stone. Il film continua mostrando come la pressione dei media abbia messo a dura prova il matrimonio di Jeremy e Kathryn, portando alla fine alla loro separazione (a fine documentario però si sono rimessi insieme). Alla fine, una sentenza è stata emanata a loro favore, consentendo alle persone transgender in tutto lo stato di utilizzare strutture che corrispondono alla loro identità di genere.
La sentenza è stata la prima del suo genere negli Stati Uniti e ha avuto effetti a catena in tutto il paese. Poco dopo la sentenza, la California ha emanato la propria legge che consente agli studenti transgender di scegliere i bagni e le squadre sportive con cui si identificano. L'amministrazione Obama ha anche emanato linee guida che proteggono gli studenti transgender usando il titolo IX come base per la non discriminazione. Molti stati hanno resistito alle linee guida e hanno proposto le cosiddette "bathroom bills", la maggior parte delle quali costringeva gli studenti transgender a utilizzare quel bagno che corrisponde al genere riportato nei loro certificati di nascita. Finora, solo una "bathroom bills" è stata resa legge, la HB2 in North Carolina.

## Accoglienza

### Critica
Il film è stato inserito in importanti pubblicazioni ed è stato lodato per la sua tempestività e sensibilità intorno a un argomento controverso. Cara Buckley del New York Times ha scritto che il film non potrebbe essere più tempestivo, per le questioni transgender. Nigel Smith del Guardian ha scritto che il film era una visione urgente e più che un semplice film di "advocacy". Daniel Walber di Non Fics ha scritto che il film è un vero interrogativo di ciò che accade a coloro che affrontano le importanti battaglie legali del nostro tempo. Juhola e Stulberg chiedono al pubblico di prendere seriamente in considerazione ciò che ci aspettiamo dai nostri eroi dei diritti civili, in particolare quelli che non arrivano a volare verso la grande città dopo la battaglia. Il loro messaggio non è semplice o diretto, ma contemplativo e ammirevolmente onesto.